# Puerto de Cerredo
Pour les articles homonymes, voir Cerredo.
Le Puerto de Cerredo est un col de montagne qui s'élève à 1 357 m d'altitude dans la cordillère Cantabrique, dans le Nord-Ouest de l'Espagne entre les communautés autonomes des Asturies et la Castille-et-León.
L'ascension du puerto de Cerredo, classée en 3e catégorie, est au programme de la 14e étape du Vuelta 2024. Xandro Meurisse le franchit en tête.